# SST (Band)
SST (auch bekannt als Sandra, Susanne, Tanja) war eine deutsche Mädchen-Pop-Rock-Band aus Gummersbach bzw. Jennecken bei Wiehl, die vor allem in der zweiten Hälfte der 1980er Jahre aktiv war. Die Band absolvierte Konzerte vor mehreren tausend Zuschauern sowie verschiedene TV-Auftritte und veröffentlichte mehrere Schallplatten.
Die fast ausschließlich deutschsprachigen Texte, die überwiegend von Tanja Trümmel, der ältesten der drei Schwestern, geschrieben wurden, behandelten überwiegend Jugendthemen: Alltagssorgen, Liebe, Schule etc., jedoch auch Politik und Umweltschutz. Der Bandname setzte sich aus den Anfangsbuchstaben der Vornamen der drei Bandmitglieder zusammen, der Schwestern Sandra, Susanne und Tanja Trümmel, die bei der Veröffentlichung der ersten Single Tu dies, tu das im Jahr 1986 erst 15, 13 und neun Jahre alt waren.

## Bandgeschichte
Die Band formierte sich Mitte der 1980er Jahre in Gummersbach als die drei Schwestern Sandra (* 1976), Susanne (* 1971) und Tanja (* 1969) Trümmel nach und nach begannen, Musikinstrumente zu erlernen. Die Eltern, selbst musikbegeistert, unterstützten ihre Töchter und schafften u. a. Schlagzeug und Klavier an. Nach ersten Auftritten im Jahr 1984 auf verschiedenen Festen in Gummersbach, wurde man mit dem Schulsong Wochensieger bei einem Wettbewerb für Nachwuchsbands auf Radio Luxemburg. Im August folgte der erste größere Auftritt – vor 800 Zuschauern – bei einem Open-Air-Festival im Strandbad Bruch. Durch Zeitungsberichte wurde man im benachbarten Köln auf die Band aufmerksam; Auftritte am Kölner Tanzbrunnen (vor 2500 Zuschauern), in der Universität zu Köln, im Stollwerckhalle und im Stern-Kino in Köln-Mülheim folgten. Im Jahr 1985 wurde SST erstmals zu Fernsehauftritten eingeladen. Bei RTL und in der Aktuellen Stunde mit Sigi Harreis präsentierte man jeweils eigene Songs.
Im gleichen Jahr wurde man von einem Musikmanager kontaktiert, der einen Vertrag mit Coconut Records/BMG Ariola vermittelte. Nach der deutschsprachigen Debütsingle von 1986, die ein solides Radio-Airplay erhielt, folgten Auftritte beim IV. Rheinkultur-Festival in der Bonner Rheinaue (vor mindestens 7.000 Zuschauern) und im Vorprogramm von Herman Brood bzw. Frankie Miller im Kölner Luxor-Club, wo man wenig später, an der Seite der belgischen Band La Cosa Nostra, auch bei einem Konzert zugunsten krebskranker Kinder auftrat.
Im Jahr 1986 zog man außerdem nach Jennecken in ein größeres Haus, wo den Schwestern ein eigener Probenraum zur Verfügung stand. Es folgte die Aufnahme des englischsprachigen Liebesliedes Why do I fall in love..., das jedoch weniger Beachtung fand. Nach dieser ebenfalls von Coconut-Eigentümer Tony Hendrik (u. a. Produzent bei Bad Boys Blue, Wolfgang Petry und Xanadu) veröffentlichten Single trennte man sich von Manager und Plattenfirma, da man mit der „musikalischen Glättung“ des ursprünglich rockigen Songs Tu dies, tu das durch den Produzenten – einer musikalischen Entwicklung, die sich mit der zweiten Single noch fortsetzte – nicht länger einverstanden war. Die Band wollte lieber weiterhin rockigere und kritischere Lieder spielen und auf Deutsch singen.
Obwohl man nun zunächst ohne Plattenvertrag dastand, wuchs die Bekanntheit und Popularität der Band weiter, wodurch man in der Folge zu einigen Konzert- und TV-Auftritten kam. SST spielten in Alfred Bioleks Sendung Mensch Meier, Sandra Trümmel trat solo und mit Udo Lindenberg in Frank Elstners Show Nase vorn auf, sowie mit anderen Musikern auf den Wuppertaler Jazztagen 1987; Stern und Bunte berichteten über die Band. Das junge Alter der Schwestern und die Tatsache, dass es sich um eine reine Mädchenband handelte, trug zur Aufmerksamkeit bei. So fand die Band auch im Buch proEmotion - Frauen im Rock-Business von 1987 Erwähnung, in dem sich Klaus Farin und Anke Kuckuck mit der Frage beschäftigten, warum im Rockmusikgeschäft nur relativ wenig Frauen präsent wären und deutsche Musikerinnen, Managerinnen, Technikerinnen und Journalistinnen im Musikgeschäft der achtziger Jahre interviewt wurden. SST wurde in diesem Buch neben älteren und meist schon etablierteren Künstlerinnen, wie Doro Pesch, Dorle Ferber (u. a. Cochise, Elster Silberflug), Ina Deter, Anne Haigis, C. C. Catch und Else Nabu, in einem eigenen Kapitel exemplarisch vorgestellt. Das Emma-Magazin griff die Vorreiterrolle von SST als junge, weibliche Band wiederholt auf. Nachdem man bereits vor 6.000 Zuschauerinnen auf dem Emma-Fest - 10 Jahre Emma im Juni 1987 in der Kölner Flora aufgetreten war, zierte Schlagzeugerin Sandra Trümmel im August 1988 sogar das Titelblatt der Emma, mit dem Titelthema Rock - Sandra T und Sheila E heizen ein!.
Im Juni 1988 spielte man u. a. beim Internationalen Frauen-Rock-Treffen unter der Schirmherrschaft von Inga Rumpf im Berliner Tempodrom. Weitere TV-Auftritte, u. a. im ZDF und bei WDR Hollymünd, auf RTL plus (z. B. im Li-La-Launebär), im RIAS und später bei Elf 99, folgten.
Schließlich wechselte man 1989 zum Label Rhino Music (inzwischen zu EMI gehörend), das zu dieser Zeit auch Künstler wie Die Flippers, Costa Cordalis, Patrick Lindner, Freddy Breck, Rex Gildo und Uwe Busse unter Vertrag hatte. Dort arbeitete man mit dem Produzenten Benny Braun (Schlagzeuger und Produzent bei The Touch) zusammen und veröffentlichte 1990 zwei weitere Singles und das Album SST - Sandra, Susanne, Tanja, das deutlich rockiger als die ersten Singles war und auf einer Tournee in den Schulferien u. a. in Saarbrücken und Stuttgart präsentiert wurde. Die Single Rockstar wurde am 26. Januar 1990 bei einem Konzert von Udo Lindenberg in Hagen präsentiert, nachdem die Band bereits mehrfach bei anderen Konzerten Lindenbergs mitgewirkt hatte.
SST hatten außerdem Gastauftritte bei internationalen Künstlern bzw. spielten im Vorprogramm von Osibisa, Trio Rio, Rory Block und Wolf Maahn.
Im Jahr 1991 folgten Fernsehauftritte in Wieland Backes’ Talkshow Auf der Couch, zusammen mit Alice Schwarzer, und bei ML Mona Lisa. Nachdem sich die Schwestern allmählich musikalisch auseinanderentwickelt hatten, löste sich SST, nach einem letzten gemeinsamen Auftritt auf der documenta IX in Kassel im September 1992, auf.

## Diskografie

### Singles
- 1986: Tu dies, tu das / Tierquäler (Coconut 108 144/BMG Ariola München GmbH; Verlag: Ellensong Edition/Warner Bros. Music)
- 1987: Why do I fall in love... / Universe (Coconut 109 255/BMG Ariola München GmbH)
- 1990: Normalerweise / Hoffnung (Dino Music 185)
- 1990: Rockstar / Schatten oder Licht (Dino Music 168)

### Alben
- 1990: SST - Sandra, Susanne, Tanja (Dino Music 2201 (LP); 2203 (CD))

### Samplerbeiträge
- 1994: Vater + Mutter auf der Kompilation 5600 Wuppertal: Die CD zur Stadt (AHO Recording 1018)